# Jimmy Johnson (football américain, 1943)
Pour les articles homonymes, voir Johnson et Jimmy Johnson.
College Football Hall of Fame 2012
Pro Football Hall of Fame 2020
James William Johnson (né le 16 juillet 1943) est un entraîneur américain de football américain qui a évolué dans les années 1980 en NCAA et dans les années 1990 en National Football League. Il est célèbre pour avoir mené les Cowboys de Dallas à la victoire lors des Super Bowls XXVII et XXVIII. Il est désormais consultant à la télévision pour la chaîne FOX.